# Ozsdola
Ozsdola (románul Ojdula) falu Romániában, Kovászna megyében.

## Fekvése
Kézdivásárhelytől 12 km-re keletre, a Berecki-hegység lábánál a
Kápolna-patak völgyében fekszik. Hilib tartozik hozzá.

## Nevének eredete
Nevét a néphagyomány egy Osd nevű székely és itteni birtoka alapján 
az Osd-ólja szóösszetételből magyarázza.

## Története
1332-ben Ysdula néven említik először.
1333-ban Uzdula, 1335-ben Odula néven írták.
Az 1567 évi regestrumban Osdola néven, nagyon tekintélyes helységként szerepelt, ekkor már 40 kapuval volt bejegyezve.
Határában a Putna-szorosban levő Jáhorosnál láthatók Plájások egykori várának romjai.
A Fajló és Égés-patakok közti magas hegycsúcs a Várbérc a helyiek egykori menedékhelye lehetett.
A Jáhorosérc nevű helyen a szénsavfeltöréseknél kis fürdőtelep alakult ki.
1910-ben 2633 lakosából 2441 magyar, 191 román volt.
A trianoni békeszerződésig Háromszék vármegye Kézdi járásához tartozott.
1992-ben 3262 lakosából 3013 magyar, 180 román, 67 cigány 2 német volt.

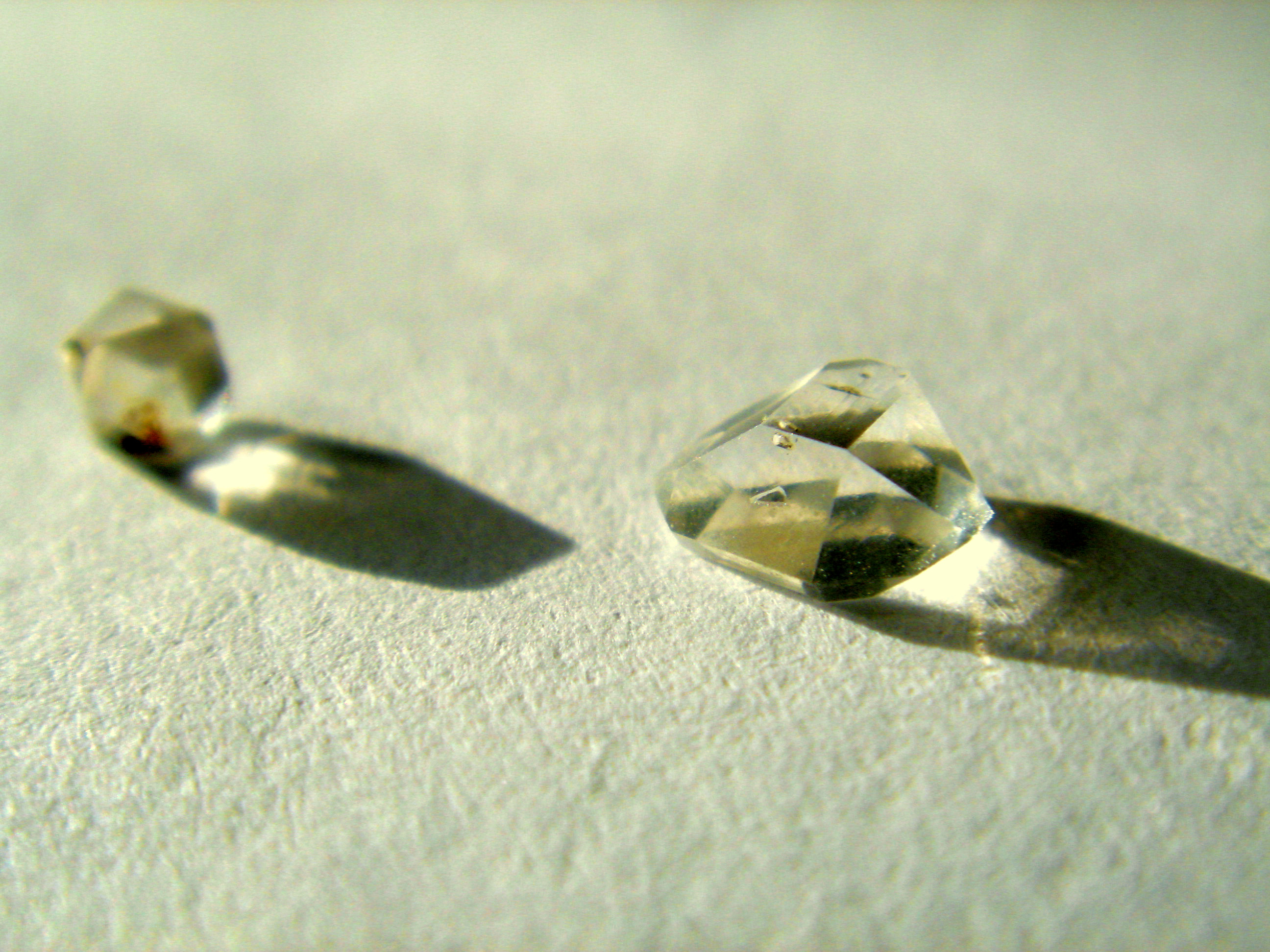
Ozsdolai gyémántok (kvarckristályok)

## Látnivalók
- 14. századi temploma az 1802. évi földrengésben elpusztult, mai római katolikus templomát 1818-ban emelték. Szentélyét az egykori Kuun-kastély kápolnája alkotja. A templom közelében van a kastély romja. A falunak ortodox temploma is van.
- Kőlik
- Ozsdolai gyémántok
- Óriáskő
- Gyilkos Göbe
- Fokhagymás (vadon élő fokhagyma)

## Híres emberek
- Itt született 1490 körül Kún Kocsárd székely hadvezér.
- Itt született 1880-ban Zsögön Zoltán költő.
- Itt született 1894-ben Szőcs Mihály pedagógiai író, színdarabíró.
- Itt született 1923-ban Nagy Erzsébet költő, műfordító.
- Itt született 1933-ban Angi István zeneesztéta, kritikus, publicista
- Itt született Szígyártó Domokos, az 1956-os forradalom erdélyi megtorlásának egyik áldozata. 1959-ben végezték ki Szamosújváron.

## Testvérvárosa
- Füzesgyarmat, Magyarország
- Doboz, Magyarország